# Oak Ridge (Nueva Jersey)
Oak Ridge es un lugar designado por el censo ubicado en el condado de Passaic en el estado estadounidense de Nueva Jersey. En el Censo de 2020 tenía una población de 10996 habitantes y una densidad poblacional de 297,35 habitantes por km². Fue incluido como CDP en el censo de 2020.

## Geografía
Oak Ridge se encuentra ubicado en las coordenadas 41°02′46″N 74°29′10″O / 41.04611, -74.48611. Según la Oficina del Censo de los Estados Unidos,  tiene una superficie total de 36,98 km², de la cual 34,48 km² corresponden a tierra firme y 2,50 km² a agua.